# Зеленко, Екатерина Михайловна
Екатерина Михайловна Зеленко (укр. Катерина Михайлівна Зеленко; род. 10 августа 1980, Винница) — украинский правовед и дипломат, представитель Министерства иностранных дел Украины (2018—2020). Чрезвычайный и полномочный посол Украины в Сингапуре (с 2020). Чрезвычайный и полномочный посол Украины в Брунее по совместительству (с 2021).

## Биография
Родилась 10 августа 1980 года в г. Винница. В 2002 году окончила Институт международных отношений Киевского национального университета имени Тараса Шевченко по специальности «международные отношения» с отличием.
С 2002 года на дипломатической службе Украины. Работала в посольстве Украины в Республике Австрия и постоянном представительстве при международных организациях в Вене, дважды — в должности первого секретаря посольства Украины в Германии. В период между зарубежными командировками занимала различные должности в Департаменте персонала, Департаменте Европейского союза и Политическом департаменте МИД Украины.
В последние годы Екатерина Зеленко отвечала за взаимодействие со средствами массовой информации и информационно-разъяснительную работу.
С 13 ноября 2020 года — чрезвычайный и полномочный посол Украины в Республике Сингапур.
С 13 декабря 2021 года — чрезвычайный и полномочный посол Украины в Бруней-Даруссалами по совместительству.

## Дипломатический ранг
- Чрезвычайный и полномочный посланник второго класса (22 декабря 2021)[9].
- Чрезвычайный и полномочный посланник первого класса (21 декабря 2024)[10].

## Владение языками
Кроме украинского, владеет русским, немецким и английским языками.

## Семья
Замужем, имеет дочь.